# 印刷工学科
印刷工学科（いんさつこうがっか）は、過去使用されていた大学の学科名。印刷工学（いんさつこうがく）とは『「印刷」に関する工学 [Graphic Technology （印刷技術）]』の学的領域 (discipline) 名である。

## 概要
製版のための表面処理、製版のための画像処理、その前段階の「版組（組版）」、「写真（製版）」、「写植」、自動制御、電子製版のための電子計算機応用、同コンピューターに拠る画像処理とコンピュータソフトウェア、画像や文字の製版（コンピュータグラフィックスを含む）、グラフィックデザイン、イメージサイエンスを基礎とし、凸版、平版、オフセット印刷、凹版（グラビア）、無版のインクジェットプリンティング（コンピュータ画像処理後の電子的印字と画像形成）、シルクスクリーン等の画像再現処理に関する総て、そのためのインク（画像形成材料）の研究、印刷機械学、搬送と給紙学、製本工学、色彩工学、印刷適性を包括する工学領域名である。従来の「写真（工学）」と密接であることから「印写工学」とも、「メディア工学」とも総括的に呼称されてきた。
学的基礎は、物理化学（Physicalchemistry）、機械工学、高分子学、コロイド化学、応用物理、表面処理であり、コンピュータ電子回路と情報処理、自動制御の分野にもまたがり、その基礎教養科目には、量子力学、応用化学全科目（写真化学、応用有機材料、電気化学、放射線化学、有機合成化学）の科目が設置され、且つ選択必修科目となっている。化学・機械・応用物理・物性物理・物性化学の境界領域の工学であり、工芸の分野にも属する。2002年頃迄、活版凸版印刷がその基幹領域であったが、活字分野が廃され（ドイツのハイデル印刷機の製造停止）、フィルムを中間媒体としないデジタル製版（直接製版）の進捗に拠り、現在は、嘗ての活字印刷主流からコンピュータ製版にその基幹が殆ど移行し、無版印刷の領域も拡大し、「印刷工学」の学的領域が「Graphic　media technology (画像メディア工学)」の学的領域に包括され、当初「印刷工学科」は「画像工学科」に改称されるも、その後、「メディア工学」等の各応用分野の包括名称に再度改称されている。
なお、最初に「印刷工学科」の学科名を採用した高等教育機関は「東京高等工芸学校（戦時中に東京工業専門学校と改称）」で、その後継の「千葉大学工学部」に継承される。
また私学の「東京写真大学工学部（現在は東京工芸大学工学部に改称）」、「育英工業高等専門学校（現在はサレジオ工業高等専門学校に改称）」にも継承される。
現在では、各大学（高等専門学校）とも、それぞれ嘗ての学的内容（基礎科目）はそのまま継承しながらも、この学科名を踏襲している大学、高等専門学校、高等学校は無いが、これに替わる決定的な学的領域（discipline）名が無いので、依然として「印刷工学:Graphic Technology (科)」の名称は、"Graphic Technology" (印刷工学)の分野では継承され続けている。